# Together (album Marvina Gayea)
Together studijski je album kojeg u duetu izvode američka soul pjevačica Mary Wells i Marvin Gaye, a izlazi u travnju 1964.g. Ovo im je prvi i posljednji album kojeg izvode u duetu, a objavljuje ga diskografska kuća "Motown". Album predstavlja Wells i Gayea kao dvije zvijezde u usponu, a Mary Wells već ima jedan pop hit iz 1964., "My Guy".
Gayeu je ovo prvi album s kojim dolazi na Top liste i to na #42 Billboardove ljestvice pop albuma i izdaje dva singla "Once Upon a Time" i "What's the Matter With You Baby". Uskoro Wells nezadovoljna svojim statusom odlazi iz Motowna. Izdavačka kuća kreće u potragu za novom pjevačicom koja će pjevati zajedno s Gayeom, a s popisa izabiru Kim Weston s kojom snima album Take Two. Nakon objavljivanja albuma Gaye dobiva novu partnericu Tammi Terrell.

## Popis pjesama
1. "Once Upon a Time" (Ales/Hamilton/Paul/Stevenson) 2:32
2. "'Deed I Do" (Hirsch/Rose) 2:53
3. "Until I Met You" (Greene/Wolf) 3:21
4. "Together" (Buddy G. DeSylva/Lew Brown|Brown/Ray Henderson) 2:42
5. "(I Love You) For Sentimental Reasons (Best/Watson) 2:35
6. "The Late, Late Show" (Alfred/Berlin) 2:42
7. "After the Lights Go Down Low" (Belmonte/Lovett/White) 2:53
8. "Just Squeeze Me (Don't Tease Me)" (Ellington/Gaines) 2:32
9. "What's the Matter With You Baby?" (Ales/Paul/Stevenson) 2:24
10. "You Come a Long Way from St. Louis" (Brooks/Russel) 2:52